# Manuel Toussaint y Ritter

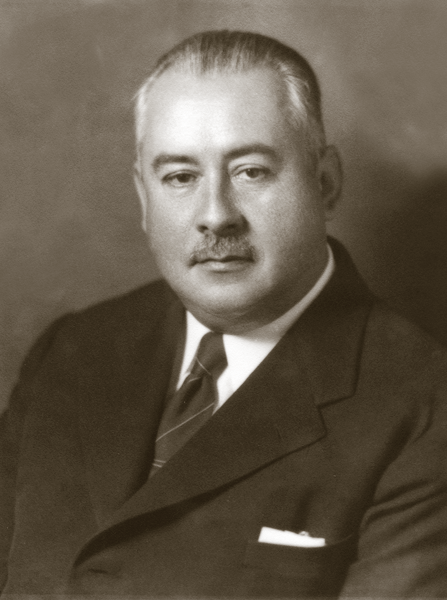
Manuel Toussaint y Ritter

Manuel Toussaint y Ritter (* 1890 in Mexiko-Stadt; † 22. November 1955 in New York) war ein mexikanischer Kunsthistoriker und Literaturprofessor.

## Biografie
Nach dem Besuch der Normalschule und der Escuela Nacional Preparatoria studierte Toussaint an der Escuela Nacional de Bellas Artes und der Escuela Nacional de Altos Estudios. Später lehrte er als Professor für spanische Literatur an der Escuela Nacional Preparatoria. Ab 1920 war er Sekretär von José Vasconcelos in dessen damaliger Funktion als Rektor der Universidad Nacional de México, der heutigen UNAM. Im Jahr 1923 wurde er Leiter des Fachbereichs Schöne Künste (Departamento de Bellas Artes), und 1928 Direktor der Escuela Nacional de Bellas Artes an der Universität.
Toussaint war im Jahr 1934 Mitbegründer des Laboratorio de Arte der UNAM, aus dem zwei Jahre später das Instituto de Investigaciones Estéticas (IEE)  hervorging und war dort bis zu seinem Tode Direktor. Von 1944 bis 1954 leitete er auch die Direktion für Kolonial- und Republikdenkmäler am Instituto Nacional de Antropología e Historia. Er war Mitglied der Sociedad de Conferencias y Conciertos und seit 1946 Mitglied des Colegio Nacional. Im Jahr 1953 erhielt er die Ehrendoktorwürde der UNAM und wurde die Ehrenmitgliedschaft im University Club of México; ein Jahr später wurde er an der Academia Mexicana de la Lengua aufgenommen.
Toussaint verstarb im November 1955 auf der Heimkehr vom 18. Kunsthistorikerkongress in Venedig. Nach ihm ist unter anderem am Instituto de Investigaciones Estéticas das „Manuel-Toussaint-Fotografiearchiv“  benannt.

## Publikationen
- M. T.: Arte colonial en Mexico. UNAM 1948, 2. Auflage 1962 (pdf, spanisch)